# ポール・ビネボーズ
ポール・ビネボーズ（Paul Binnebose、1977年11月26日 - ）は、アメリカ合衆国カリフォルニア州サクラメント出身の男性フィギュアスケート選手。1999年世界ジュニア選手権2位。パートナーはローラ・ハンディーなど。

## 経歴
カリフォルニア州のサクラメントに生まれた。やがてサラ・ウォードとペアを結成し、1994年の全米選手権ジュニアクラスで3位となり、世界ジュニア選手権代表に選出されたが、のちに解散。その後ジャッキー・デイヴィソンとペアを組み1996年全米選手権ジュニアクラスで再び3位となったものの、長くは続かず解散に至る。
1997年、ローラ・ハンディーと新たにペアを結成し、1998-1999年シーズンからISUジュニアグランプリに参戦。JGPSNPバンスカーでいきなり優勝を飾り、JGPファイナル及び世界ジュニア選手権では2位、シニアクラスで出場した1999年全米選手権では3位となり躍進を遂げた。翌1999-2000年シーズンよりISUグランプリシリーズへの参戦も決まっていた。しかし、シーズン開幕を控えた1999年9月、練習中にポール・ビネボーズは頭蓋骨を骨折する大怪我を負い、二度とリンクに戻ることはなかった。
現在は大怪我から奇跡的な回復を果たし、選手として活動を再開することはなくなったものの、フィギュアスケートコーチに転進した。

## 主な戦績
- 1994-95までサラ・ウォードとのペア。
- 1995-96はジャッキー・デイヴィソンとのペア。
- 1996-97以降はローラ・ハンディーとのペア。

| 大会/年                       | 1993-94 | 1994-95 | 1995-96 | 1996-97 | 1997-98 | 1998-99 |
| ----------------------------- | ------- | ------- | ------- | ------- | ------- | ------- |
| 世界選手権                    |         |         |         |         |         | 棄権    |
| 全米選手権                    | 3 J     |         | 3 J     |         | 6       | 3       |
| ネーベルホルン杯              |         |         |         |         |         | 1       |
| 世界Jr.選手権                 | 9       |         |         |         |         | 2       |
| JGPファイナル                 |         |         |         |         |         | 2       |
| JGPブラオエン・シュベルター杯 |         |         |         |         |         | 2       |
| JGPSNPバンスカー              |         |         |         |         |         | 1       |